# Cerrito de Guadalupe
Cerrito de Guadalupe, es una localidad mexicana, ubicada en el municipio de Apizaco, en el estado de Tlaxcala.

## Geografía
Se encuentra a una altitud de 2 400 m s. n. m., a 1.1 km de la cabecera municipal, la ciudad de Apizaco.

## Demografía

### Población
Conforme al Censo de Población y Vivienda 2010 realizado por el Instituto Nacional de Estadística y Geografía (INEGI) con fecha censal del 12 de junio de 2010, Cerrito de Guadalupe contaba hasta ese año con un total de 2 428 habitantes, de dicha cifra, 1112 eran hombres y 1316 eran mujeres.
| Gráfica de evolución demográfica de Cerrito de Guadalupe entre 1900 y 2010                                   |
| |
| Instituto Nacional de Estadística y Geografía. «Archivo histórico de localidades». Consultado el 23-11-2008. |